# Gianfrancesco Martinengo

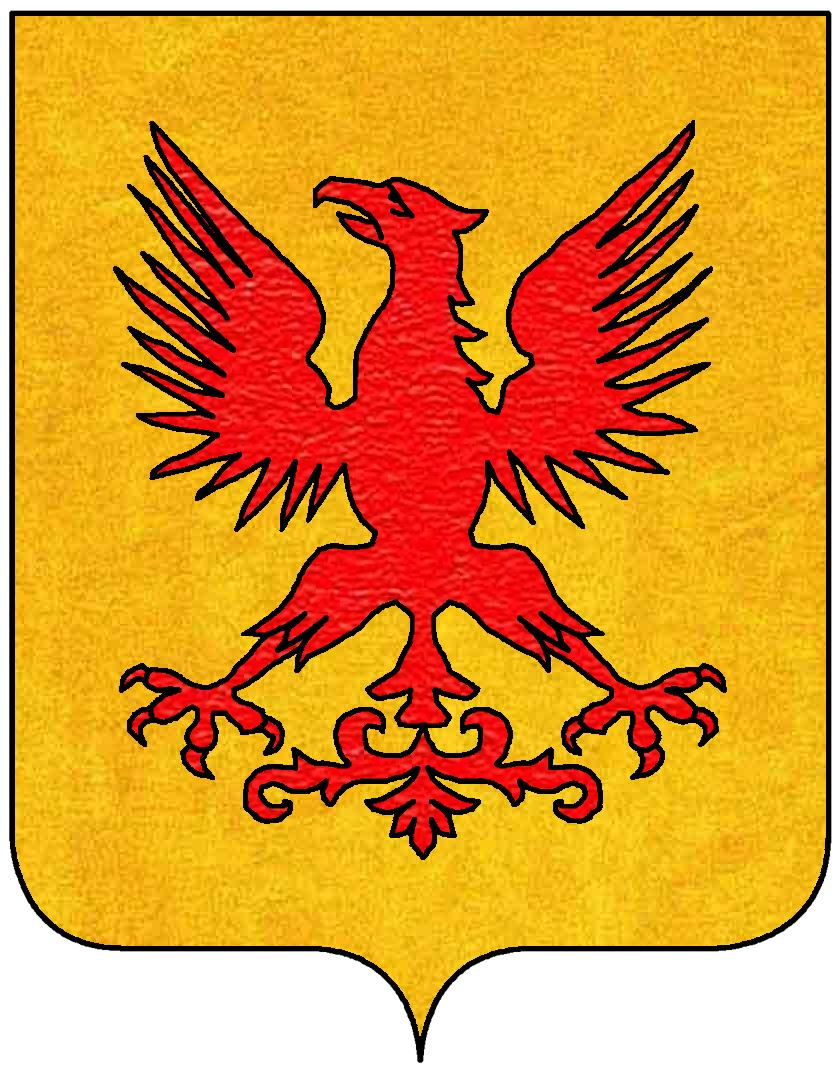
Stemma dei Martinengo

Gianfrancesco Martinengo (... – 1498) è stato un condottiero italiano.

## Biografia
Gianfrancesco Martinengo fu un esponente dalla nobile casata dei Martinengo, figlio di Leonardo Martinengo, signore di Urago, e di Socina Scotti. Sposò Ludovica Marcello dalla quale ebbe quattro figli: Vittore Martinengo (Conte di Barco), Gianmaria Martinengo, Isabella Martinengo e Fiordalisa Martinengo.
Egli prestò servizio come comandante delle truppe venete. Fu un valente condottiero esperto nelle cognizioni militari ed anche un architetto militare; a lui si deve la costruzione di numerosi castelli in Lombardia.

## Opere
- Rocca d'Anfo[2]
- Castello di Barco